# Haddon Sundblom
Haddon Hubbbar Sundblom, auch „Sunny Sundblom“ (* 22. Juni 1899 in Muskegon/Michigan; † 10. März 1976 in Chicago) war ein amerikanischer Grafiker und Cartoonist. Bekannt wurde er vor allem durch seine Bilder des Weihnachtsmanns, die er für die Coca-Cola Company erstellte.

## Herkunft
Haddon Sundblom wuchs in einer schwedisch sprechenden Familie auf. Sein Vater, Karl Wilhelm Sundblom, kam aus Föglö, einem Dorf auf den schwedischsprachigen Åland-Inseln (zu der Zeit Teil des russischen Großfürstentum Finnland jetzt Finnland), seine Mutter Karin Andersson war aus Schweden. Sundblom studierte an der American Academy of Art.

## Der Coca-Cola-Weihnachtsmann
In den 1920er-Jahren vereinheitlichte sich die Darstellung des Santa Claus in den USA mehr und mehr mit rot-weißer Robe, Mütze und weißem Bart. Der Weihnachtsmann wurde ursprünglich von dem pfälzischen Auswanderer Thomas Nast ab 1862 entwickelt als Illustration für das beliebte Kindergedicht von Clement Moore „A Visit from St. Nicholas“. Vorbild war der „Pelzeniggel“ aus seiner pfälzischen Heimat. Nasts „The Night Before Christmas“ von 1869 ist noch heute ein beliebtes Kinderbuch, das auch in viele deutsche Dialekte übersetzt wurde. Nast schuf in einem Vierteljahrhundert über 70 Weihnachts-Holzschnitte. Dieses Vor-Bild wurde von Haddon Sundblom aufgegriffen, der 1931 für die Coca-Cola Company im Rahmen einer Werbekampagne den Weihnachtsmann zeichnete; nach eigenen Angaben in Gestalt und Aussehen seines Freundes und älteren Coca-Cola Auslieferungsfahrers Lou Prentiss. Nach dessen Tod soll Sundblom sein eigenes Gesicht mit Hilfe eines Spiegels abgemalt haben. Die Werbung war so erfolgreich, dass dieses Aussehen des Weihnachtsmannes fälschlicherweise Coca-Cola zugeschrieben wird. Bis 1964 zeichnete er jedes Jahr mindestens einen Weihnachtsmann für die Coca-Cola-Werbung und prägte so nachhaltig die Vorstellung des „modernen“ Weihnachtsmannes.

## Weitere Arbeiten
Im Rahmen seiner Tätigkeiten in der Werbebranche schuf er unter anderem Illustrationen für Colgate-Palmolive, Nabisco, Packard, Buick und Pierce-Arrow. Auch der Gestaltung des „Quaker Man“ für Quaker Oats stammt von Sundblom.
Für Coca-Cola konzipierte er zudem das Maskottchen Sprite Boy, die in Print-Anzeigen in den 1940er und 1950er Jahren erschienen.
In der Mitte der 1930er Jahre begann er, Pin-Ups für Kalender zu malen. Sundblom hatte großen Einfluss auf viele bekannte Künstler wie Gil Elvgren. Sundbloms letzte veröffentlichte Arbeit war 1972 das Coverbild für die Playboy-Weihnachtsausgabe.